# Colias vauthierii
Colias vauthierii is een vlinder uit de familie van de witjes (Pieridae). De wetenschappelijke naam van de soort is voor het eerst geldig gepubliceerd in 1829 door Guérin-Meneville.